# Amelia Griffin
Amelia Griffin es una deportista australiana que compite en taekwondo. Ganó una medalla de plata en el Campeonato de Oceanía de Taekwondo de 2016, en la categoría de –49 kg.

## Palmarés internacional
| Campeonato de Oceanía | Campeonato de Oceanía | Campeonato de Oceanía | Campeonato de Oceanía |
| Año                   | Lugar                 | Medalla               | Categoría             |
| --------------------- | --------------------- | --------------------- | --------------------- |
| 2016                  | Suva (Fiyi)           | Medalla de plata      | –49 kg                |